# 沧河巷金宅
沧河巷金宅位于中国浙江省温州市鹿城区五马街道沧河巷24-28号，建于民国二十四年（1935），原房主为钱庄老板金沛树，传1938年间曾作为新四军秘密联络点与永嘉临时县委活动点，2014年修缮后辟为郑振铎纪念馆（郑振铎生于温州，但其在乘凉桥的旧居盐公堂已拆除，在沧河巷的旧居也已改建，遂择址同在沧河巷的金宅）。
该建筑为砖木混合结构的合院式民居，由门屋、正屋和厢房组成，门屋、正屋面阔均为五间，高两层，厢房面阔三间，高一层、顶设露台，门屋外立面采用巴洛克建筑风格，大门呈八字型内凹并设有半圆形拱券门罩，正屋与厢房底层前廊相接成三面回廊，檐柱均采用科林斯柱式，二层设预制混凝土栏杆并采用镂空几何、花草纹饰。